# دارل پیس
دارل پیس (انگلیسی: Darrell Pace؛ زادهٔ ۲۳ اکتبر ۱۹۵۶) کماندار اهل ایالات متحده آمریکا بود.
وی در مسابقات کشوری و بین‌المللی در مجموع برندهٔ ۸ مدال طلا، ۲ مدال نقره، ۱ مدال برنز شده‌است.